# Lincoln (Pennsilvània)
Lincoln és una població dels Estats Units a l'estat de Pennsilvània. Segons el cens del 2000 tenia 1.218 habitants.

## Demografia
Segons el cens del 2000, Lincoln tenia 1.218 habitants, 484 habitatges, i 359 famílies. La densitat de població era de 98 habitants/km².
Dels 484 habitatges en un 24,8% hi vivien nens de menys de 18 anys, en un 62,4% hi vivien parelles casades, en un 8,9% dones solteres, i en un 25,8% no eren unitats familiars. En el 22,1% dels habitatges hi vivien persones soles el 9,3% de les quals corresponia a persones de 65 anys o més que vivien soles. El nombre mitjà de persones vivint en cada habitatge era de 2,52 i el nombre mitjà de persones que vivien en cada família era de 2,94.
Per edats la població es repartia de la següent manera: un 19% tenia menys de 18 anys, un 5,9% entre 18 i 24, un 27,2% entre 25 i 44, un 28,1% de 45 a 60 i un 19,9% 65 anys o més.
L'edat mediana era de 43 anys. Per cada 100 dones de 18 o més anys hi havia 91,3 homes.
La renda mediana per habitatge era de 37.917 $ i la renda mediana per família de 43.333 $. Els homes tenien una renda mediana de 35.852 $ mentre que les dones 21.131 $. La renda per capita de la població era de 18.447 $. Entorn del 6,9% de les famílies i el 9,1% de la població estaven per davall del llindar de pobresa.

## Poblacions més properes
El següent diagrama mostra les poblacions més properes.